# ديوي كينغ
ديوي كينغ (بالإنجليزية: Dewey King)‏ هو لاعب كرة قدم أمريكية أمريكي، ولد في 1 أكتوبر 1925.